# Torre Ejecutiva Pemex
Torre Ejecutiva Pemex (укр. Виконавча вежа Pemex) — хмарочос в Мехіко, Мексика, де міститься штаб-квартира державної нафтогазової компанії Petroleos Mexicanos, або Pemex.
Висота 52-поверхового будинку становить 211 метрів, з урахуванням надбудови на даху загальна висота становить 214 метрів. Будівництво було розпочато в 1980 і завершено у 1984 році.

## Вибух 2013
31 січня 2013 року у вежі стався вибух природного газу, який забрав життя 33 людей, 121 були поранені. Президент країни Енріке Пенья Ньєто 1 лютого оголосив триденний національний траур за загиблими в результаті вибуху.